# Chattahoochee (Florida)
Chattahoochee è una città degli Stati Uniti d'America situata in Florida, nella Contea di Gadsden.